# Villa Rufolo

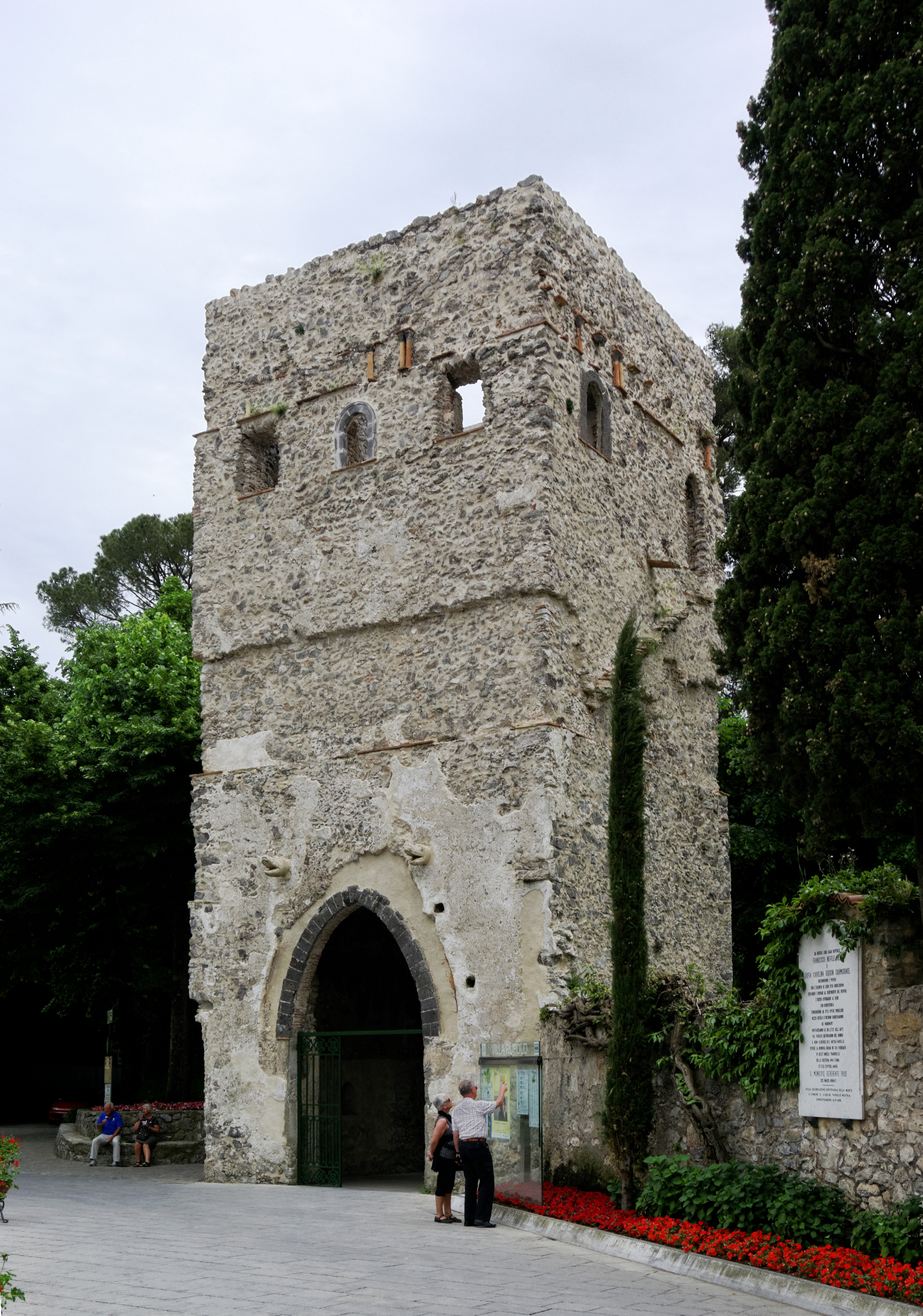
Torre de entrada de Villa Rufolo en Ravello

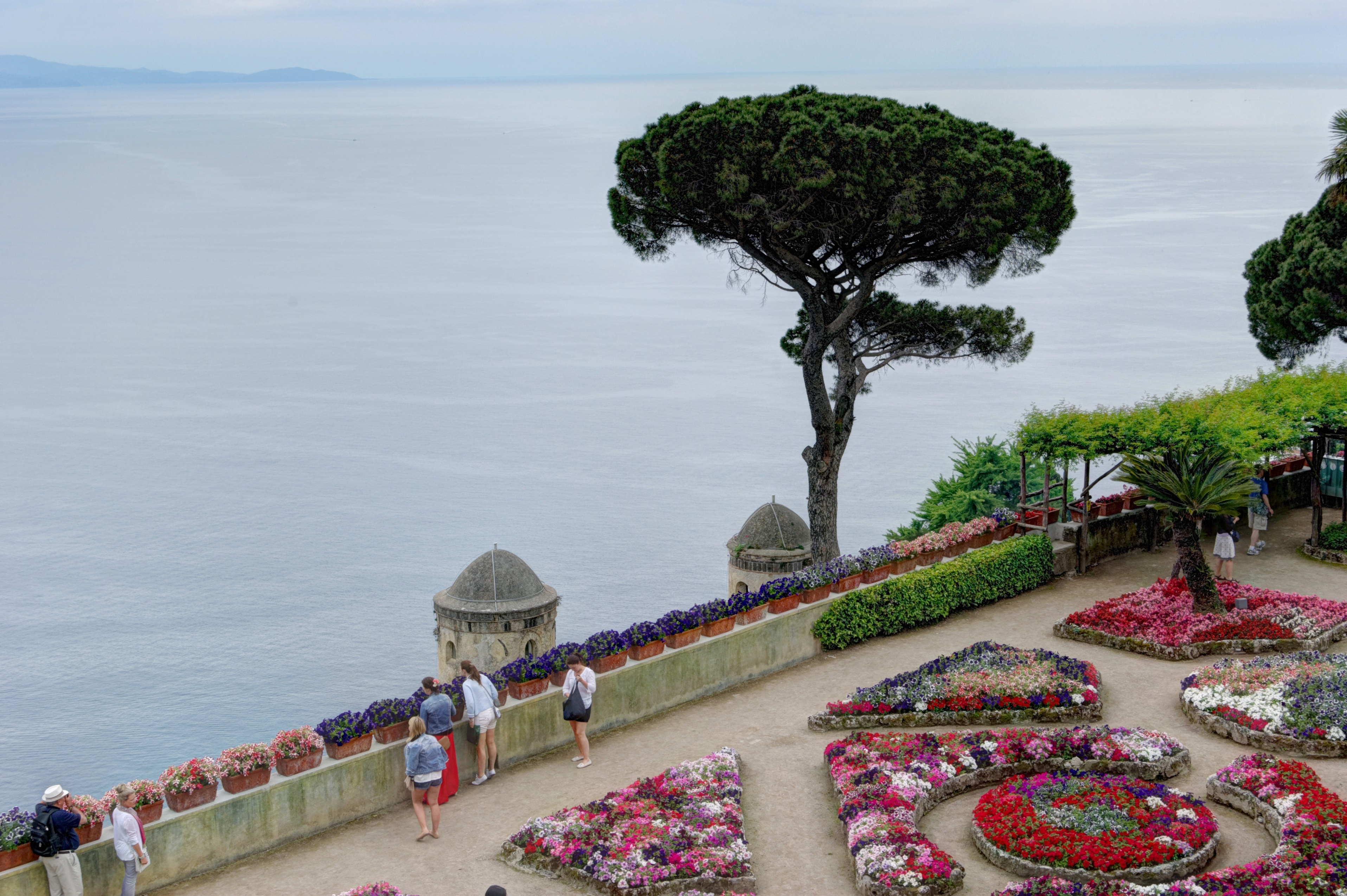
el Golfo de Salerno desde los jardines de Villa Rufolo

Villa Rufolo es una villa del centro histórico de Ravello, Salerno. Está situada enfrente del Duomo, en la Piazza del Vescovado. Su diseño inicial se remonta al siglo XIII, con amplias reformas del siglo XIX.

## Historia
Originalmente perteneciente a la poderosa y rica familia Rufolo que se destacó en el comercio (un Landolfo Rufolo es el protagonista de un relato del  Decamerón de Boccaccio, y luego pasó por sucesión a las familias Confalone, Muscettola y d'Afflitto .
Representa un admirable ejemplo del estilo árabe-normando claramente legible en el Claustro, que presenta un doble orden de columnas con características decoraciones árabe-sicilianas; los elementos medievales están presentes en todas partes, desde la torre de entrada que alberga cuatro estatuas que simbolizan la Caridad y la Hospitalidad y la bóveda de cañón de la capilla del edificio principal.
Desde el exterior se puede ver la Torre Maggiore, de unos 30 metros de altura, que durante siglos ha representado el testimonio del poder económico y social de la familia Rufolo y que desde 2017, gracias a una impresionante restauración y puesta en valor, alberga el Museo Vertical de Villa Rufolo. Los visitantes, tras una subida de unos 100 escalones, pueden acceder a uno de los miradores más evocadores del centro histórico de Ravello y de la Costa Amalfitana.
Se accede a la villa a través de una abertura ojival en la torre de entrada ; después de una corta avenida se llega a un espacio abierto en el que se eleva la Torre Maggiore: esta última se sitúa enfrente del campanario de la catedral de Ravello, con amplias vistas a los jardines, que albergan extraordinarios jardines florecidos la mayor parte del año. y a su vez se sitúan sobre la costa de Amalfi y el golfo de Salerno,
Las estancias superiores recientemente restauradas, dan a los jardines y suelen albergar exposiciones y eventos.

### Hipótesis sobre la cronología
Finalmente, hace unos años, el estudiante más joven de Goldschmid, el prof. Koenig, describió (con la colaboración de Silvana Braida y Antonio Santamaura) la sala de control del redescubierto castillo de Caronia (Mesina) decorada de manera similar.

### Romanticismo
A mediados del siglo XIX fue vendida al escocés Francis Nevile Reid, quien se encargó de una restauración general, dándole su ubicación actual.
Este lord escocés, experto en arte y botánica, dotó a la Villa de un aspecto acorde con las tradiciones europeas y propias de finales del siglo XIX, convirtiéndola en una obra maestra arquitectónica que al poco se convirtió en sede de un gran fervor cultural.
Para recordar la visita del célebre músico Richard Wagner en 1880 -quien aquí imaginó el jardín de Klingsor, en el segundo acto de Parsifal-, cada año el jardín inferior de Villa Rufolo acoge, con éxito de público, el Festival Ravello .
La asociación del nombre de Wagner con la villa fue un atractivo muy importante, y pronto inspiró la realización de conciertos y eventos musicales. Desde los años treinta del siglo XX, ha habido muchas actuaciones, especialmente de la Orquesta del Teatro di San Carlo de Nápoles, con programas dedicados al maestro alemán.
En 1953, con motivo del 70 aniversario de la muerte de Wagner, gracias a la contribución de Girolamo Bottiglieri y Paolo Caruso, nacieron "Los Conciertos Wagnerianos en los Jardines de Klingsor", luego retomados por la Fundación Ravello en 2003 y transformados en el Ravello de hoy. Festival, uno de los festivales de música más famosos de Italia.
El nacimiento de los Conciertos Wagnerianos pronto identificaría a la propia Ravello como la "Ciudad de la Música".
Con la muerte de Reid, la Villa se dividió entre los herederos, y fue comprada en 1974 por el Patronato Provincial de Turismo de Salerno, que administró la Villa hasta 2007.
Actualmente la gestión de la Villa está encomendada a la Fundación Ravello que se ocupa de la puesta en valor y protección del sitio.